# 2,2,2-Trifluoroéthanol
Le 2,2,2-trifluoroéthanol est un composé organique halogéné,  portant une fonction alcool et de formule semi-développée CF3CH2OH. Aussi connu sous les noms TFE ou alcool trifluoroéthylique, ce liquide incolore miscible avec l'eau a une odeur rappelant celle de l'éthanol. En raison de l'électronégativité du groupe trifluorométhyle, cet alcool a un caractère acide plus marqué que l'éthanol. Ainsi, le TFE forme des complexes stables aussi avec des hétérocycles comme le THF ou la pyridine, en établissant des liaisons hydrogène.

## Production et synthèse
Le trifluoroéthanol est produit industriellement par hydrogénation ou par réduction grâce à un hydrure, de dérivés de l'acide trifluoroacétique comme des esters ou son chlorure d'acyle.
Il peut être aussi préparé par hydrogénolyse de composés diol ou hémicétal de formule générale CF3−CHOH−OR (où R est un atome d'hydrogène (diol) ou un groupe alkyle contenant de un à huit atomes de carbone (hémicétal)) en présence d'un catalyseur au palladium déposé sur charbon actif et, en tant que co-catalyseur, d'amines tertiaires aliphatiques comme la triéthylamine.

## Utilisation
Le trifluoroéthanol est utilisé comme solvant en chimie organique,. L'oxydation de composés sulfurés avec le peroxyde d'hydrogène est effectivement conduite dans le TFE. Il sert également de source du groupe trifluoroéthyle dans diverses réactions chimiques.
En biologie, le trifluoroéthanol est utilisé comme co-solvant dans les études du repliement des protéines par spectroscopie RMN : il peut effectivement solubiliser peptides et protéines. En fonction de sa concentration, le trifluoroéthanol peut fortement affecter la structure tridimensionnelle des protéines.
Le 2,2,2-trifluoro-1-vinyloxyéthane, un médicament qui s'inhale, présenté cliniquement sous le nom commercial Fluromar, est l'éther vinylique du trifluoréthanol. Cette molécule est préparée par la réaction de trifluoroéthanol avec l'acétylène.
Dans l'industrie, le trifluoroéthanol est employé comme solvant du nylon ainsi que dans des applications du domaine pharmaceutique.

## Réaction
L'oxydation du trifluoroéthanol produit du trifluoroacétaldéhyde et de l'acide trifluoroacétique.